# Johannes Bauer (Politiker)

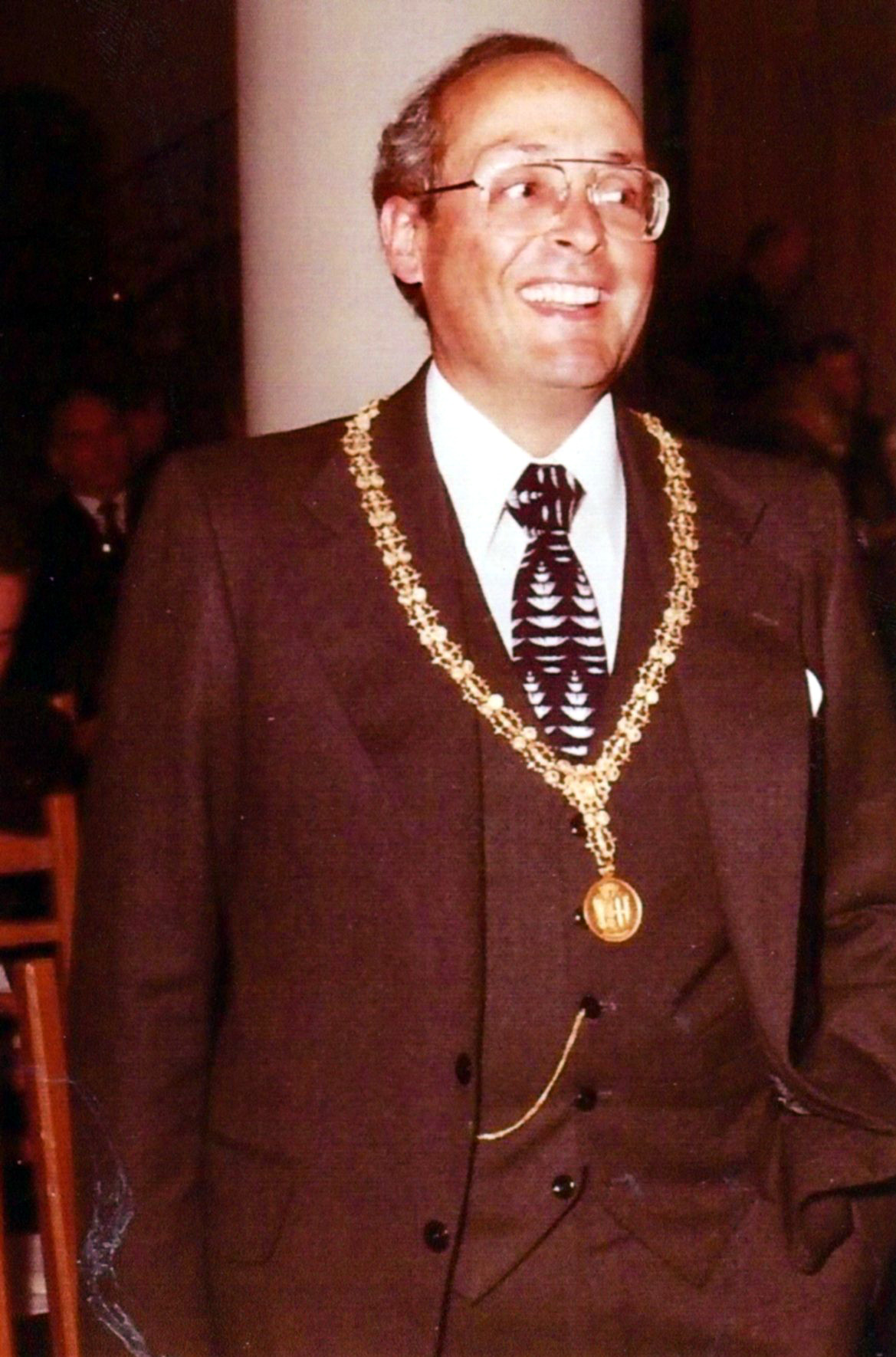
Johannes Bauer in seiner Amtszeit mit der Bürgermeisterkette Memmingens

Johannes Bauer (* 8. Januar 1937 in Augsburg) ist deutscher Kommunalpolitiker. Er war von 1965 bis 1968 Bürgermeister der Stadt Lindenberg im Allgäu und von 1968 bis 1980 Oberbürgermeister der schwäbischen Stadt Memmingen.
Johannes Bauer wurde am 8. Januar 1937 als Kind einer Beamtenfamilie in Augsburg geboren. Ab 1943 besuchte er die Volksschule in Augsburg, nach der Evakuierung Augsburgs die Volksschule Willmatshofen im Landkreis Augsburg. In das Realgymnasium an der Blauen Kappe in Augsburg trat er 1947 ein. Dort absolvierte er 1956 erfolgreich das Abitur. Mit dem Wintersemester 1956 begann er das Studium der Rechts- und Staatswissenschaften an der Universität München. 1958 wechselte er an die Universität Erlangen. Um seinen Lebensunterhalt zu sichern arbeitete er während seines Studiums unter anderem als Werksstudent, Bauhilfsarbeiter und Hilfssachbearbeiter bei der Deutschen Rentenversicherung Schwaben. Des Weiteren arbeitete er bereits während seines Studiums in verschiedenen Organisationen. Er war auch Mitbegründer des sozialdemokratischen Hochschulbundes in Erlangen und stellvertretender Leiter eines internationalen Studienheims. In die SPD trat er 1957 ein. Die erste juristische Staatsprüfung legte er 1960 ab, das Rechtsreferendariat absolvierte er im Oberlandesgerichtsbezirk München sowie bei den Gerichten und Verwaltungsbehörden in Augsburg. In dieser Zeit arbeitete er daneben in Augsburger Rechtsanwaltskanzleien.
Am 22. Oktober 1960 heiratete er Barbara Hübner. Zum Doktor beider Rechte promovierte er 1963 mit Cum laude. Das zweite juristische Staatsexamen legte er 1964 ab. Vor der mündlichen Prüfung begann er bei der Industrie- und Handelskammer in Augsburg eine Tätigkeit im Bereich Außenwirtschaft und Verkehr. Zum 1. Dezember 1964 wechselte er als Regierungsassessor zum Verwaltungsgericht Augsburg. Zum Bürgermeister der Kreisstadt Lindenberg im Allgäu wurde er am 4. Juli 1965 gewählt. Nur drei Jahre später wurde er in der kreisfreien Stadt Memmingen am 10. November 1968 zum Oberbürgermeister gewählt. Die Wahlbeteiligung lag bei 83,15 Prozent und er erhielt etwa 57 Prozent der Stimmen. Bei der nächsten Wahl 1974 wurde er ohne Gegenkandidaten und einer hohen Wahlbeteiligung mit 96,9 Prozent im Amt bestätigt. Er verzichtete 1979 auf eine erneute Kandidatur. Bei der Wahl 1980 wurde Ivo Holzinger sein Nachfolger im Amt des Memminger Oberbürgermeisters.
Nach seinem Ausscheiden aus dem Amt wechselte Johannes Bauer für die Bayerische Landesbank nach Bonn. Es folgte der Vorstandsvorsitz bei der Bayerischen Wohnungsbauaktiengesellschäft, später war er Vorstandsmitglied im Schörghuber-Konzern.
Er hat mit seiner Frau vier Kinder und lebt heute am Starnberger See.